# Смелов, Александр Павлович
Александр Павлович Смелов (26 апреля 1958, Новосибирск — 4 февраля 2014, Якутск) — доктор геолого-минералогических наук, профессор, заслуженный деятель науки РС(Я). Директор Института геологии алмаза и благородных металлов СО РАН.

## Биография
Смелов Александр Павлович, 26.04.1958 г. рождения, г. Новосибирск. Окончил геолого-геофизический факультет Новосибирского государственного университета (1980). Доктор геолого-минералогических наук (Метаморфизм в архее и протерозое Алдано-Станового щита, Новосибирск, 1996), профессор (2005), Заслуженный деятель науки РС (Я) (2007), действительный член Академии наук РС (Я) (2012).
В Институте с 1980 г., зав. лабораториями геологии докембрия (1993–2000), петрологии литосферы (2000–2006), геологии и петрологии алмазоносных провинций (с 2006 г.); зам. директора (2000–2002), директор (с 2002 г).
Смелов А.П. – специалист в области геологии и геодинамики, автор 16 научных работ, в том числе 1 монографии, и соавтор 234 научных работ, в том числе 18 монографий, 3 геологических карт, 75 зарубежных публикаций, 3 учебных пособий. За последние пять лет в соавторстве опубликованы 72 научные работы, в том числе 5 монографий, 1 карта, 35 работ изданы за рубежом.
Основное направление исследований А.П. Смелова – изучение геологии, геодинамики и металлогении Сибирской платформы в целом и эволюции литосферы Якутской кимберлитовой провинции в частности, которые он ведет в тесном сотрудничестве с учеными отечественных и зарубежных научных центров. Под его руководством и при личном участии разработаны методические приемы картирования и расчленения метаморфических комплексов Алданского и Анабарского щитов; выявлены главные рубежи корообразования в докембрии Северо-Азиатского кратона; установлено время формирования и геодинамическая природа металлогенических поясов с различной рудоносностью в раннем докембрии; определены и апробированы поисковые критерии обнаружения месторождений благородных и цветных металлов в зеленокаменных и гранулито-гнейсовых провинциях.
Работы А.П. Смелова, выполненные в течение последних пяти лет, связаны с исследованиями в области геологии и петрологии алмазоносных провинций. Под его руководством и им лично проведено изучение перспектив алмазоносности кимберлитов нового Хомпу-Майского поля в Центральной Якутии и сопредельных территорий. Установлен новый генетический тип коренных источников ассоциации алмазов I, II, V и VII разновидностей для россыпей северо-востока Сибирской платформы. Предложены комплексные модели контроля кимберлитового магматизма. Выявлены этапы алмазообразования в верхней мантии и установлена их связь с геодинамическими процессами.
Смелов А.П. является руководителем и исполнителем проектов РФФИ, интеграционных проектов СО РАН, программ РАН и ОНЗ РАН, республиканских научно-технических программ, участник и организатор международных проектов и экспедиций. Неоднократно представлял результаты работ международному научному сообществу, в том числе в Австралии, Индии, Австрии, Аргентине, Германии, КНР, Чехии, ЮАР, Шри Ланке, Канаде, участвовал в организации ряда международных и всероссийских конференций.
Смелов А.П. принимает участие в подготовке научных кадров: зам. председателя Государственных экзаменационной и аттестационной комиссий СВФУ им. М.К. Аммосова, научный руководитель аспиранта и двух соискателей; под его руководством подготовлены 2 кандидатские и докторская диссертации, является соавтором.
Смелов А.П. является членом Научного совета по проблемам геологии докембрия РАН, Общих собраний СО РАН и РАН, Объединенных ученых советов по наукам о Земле СО РАН и АН РС (Я), Президиума ЯНЦ СО РАН, Совета по инновациям при Президенте АК «АЛРОСА», секции Совета по науке при Президенте РС (Я), Якутского регионального экспертного совета Роснедра при Государственном комитете РС(Я) по геологии и недропользованию, Федерального реестра экспертов в научно-технической сфере Министерства образования и науки РФ.

## Смерть и убийство
Смелов А.П. был убит 4 февраля 2014 года. В ходе расследования выяснилось, что бывший сотрудник института ворвался в личный кабинет директора и нанес ему несколько ножевых ранений, от которых Смелов скончался.